# Gare de Frelinghien
La gare de Frelinghien ou Frelinghien Station est une ancienne gare ferroviaire française de la ligne de tramway d'Armentières à Halluin de la Société des chemins de fer économiques du Nord (CEN), située sur le territoire de la commune de Frelinghien, dans le département du Nord en région Hauts-de-France.

## Histoire
La gare de Frelinghien est mise en service le 23 mai 1895 lors de l'ouverture de la section Armentières - Frelinghien de la ligne de tramway à écartement métrique d'Armentières à Halluin de la Société des chemins de fer économiques du Nord. Elle est fermée en 1935 lors de la suppression de la ligne.  

## Patrimoine ferroviaire
La gare désaffectée a été transformée en logement. C'est avec l'ancienne gare de Deûlémont et celle d'Houplines Nouvelle, le seul vestige de la ligne. 